# マンガ倉庫
マンガ倉庫は本・DVD・CD・ゲーム・雑貨・古着・おもちゃなどの買取・販売専門の総合エンターテイメントリサイクルショップ。

## 概要
本・ゲーム・古着・ブランド品・家電など一般的なリサイクルショップで取り扱っている商品に加え、おもちゃ・ホビーや俗にいうオタク・マニア向けグッズなども取り扱う総合リサイクルショップである。取り扱い品目はマンガ本・書籍・CD・DVD・ゲーム・・おもちゃ・フィギア・カード・家電品・スポーツ用品・釣具・楽器・古着・アクセサリー・ブランド品など。
会社キャッチコピーは会社ロゴと同じく「お宝発見！マンガ倉庫」。
また、リサイクル事業以外にも、店内にアーケードゲーム機や、マンガ倉庫グループと同系列の駄菓子屋「駄菓子屋本舗 海獺堂」などがあり、アミューズメント施設の要素を含む。アダルトコーナーも設けられている。

## 店舗一覧
- 愛知県
  - お宝発見 一宮店
- 富山県
  - マンガ倉庫　富山店
  - トレトレ倉庫　呉羽店
- 石川県
  - お宝発見  小松店
- 滋賀県
  - お宝発見  水口店
- 兵庫県
  - マンガ倉庫　和田山店
  - お宝発見  北神戸店
  - お宝発見　舞多聞店
- 岡山県
  - お宝発見　岡山店
  - お宝発見  津山店
- 広島県
  - お宝買取団  三原店
  - お宝買取団　東広島店
- 山口県
  - マンガ倉庫　山口店
- 徳島県
  - お宝買取団　藍住店
- 香川県
  - お宝買取団  高松伏石店
- 愛媛県
  - お宝買道楽  松山店
- 福岡県
  - マンガ倉庫  古賀店
  - マンガ倉庫  飯塚店
  - トレトレ倉庫　本城店
  - マンガ倉庫　箱崎店
  - マンガ倉庫  月隈店
  - マンガ倉庫　太宰府店
  - マンガ倉庫　甘木店
  - マンガ倉庫　久留米店
  - トレトレ倉庫　豆津バイパス店
  - マンガ倉庫　大川店
  - マンガ倉庫　八女店
  - トレトレ倉庫　春日白水店クレーンゲーム専門店
  - トレトレ倉庫　大牟田店クレーンゲーム専門店2025年8月5日プレオープン
- 佐賀県
  - マンガ倉庫　武雄店
- 長崎県
  - マンガ倉庫  大村店
  - マンガ倉庫  時津店
  - マンガ倉庫  広田店
  - マンガ倉庫  大塔店
  - マンガ倉庫  佐々店
- 大分県
  - マンガ倉庫　大分東店
  - マンガ倉庫　大分わさだ店
- 宮崎県
  - マンガ倉庫　住吉買取店
  - マンガ倉庫　都城店
  - マンガ倉庫　加納店
  - マンガ倉庫　日向店
  - トレトレ倉庫  日南店
- 鹿児島県
  - マンガ倉庫　鹿児島店
  - マンガ倉庫　加治木店
  - マンガ倉庫  鹿屋店
  - トレトレ倉庫 川内店
- 沖縄県
  - マンガ倉庫　那覇店
  - マンガ倉庫　泡瀬店
  - マンガ倉庫　浦添店
  - マンガ倉庫  名護店

## 公式キャラクター
マンガ倉庫にはラッコモチーフの公式キャラクターが3匹いる。
名称はラッコ1号、ラッコ2号、ラッコ3号。
ラッコの名前はチェイミー

## イベント・企画
・マンガ倉庫CMコンテスト　-2014マンガ倉庫を宣伝するCM動画を募集したコンテスト企画。賞金総額800万円（CM 1本100万円×5本＋CM 1本30万円×10本）。優秀なCM作品は実際に放送された。
・エイプリルフール2015　-2015.04.01実行されたのは、生物編／黒歴史編／ラッコ編の3種類。なお、マンガ倉庫甘木店単体でのエイプリルフール企画として格ゲーダイエット編もある。
2019年4月27日～5月6日の期間限定で長崎市深堀町にあるフレスポ深堀TSUTAYA2Fにマンガ倉庫が出店。

## 外部サイト
- マンガ倉庫（公式サイト）